# Authevernes
Authevernes là một xã thuộc tỉnh Eure trong vùng Normandie miền bắc nước Pháp.